# Julà
El julà, escrit en francès dioula, és el terme amb el qual es coneix la llengua mandenkà vehicular parlada a l'est de Mali, Costa d'Ivori, Burkina Faso i Ghana.